# Marjorie Delaney
Marjorie Delaney (* um 1915; † 20. oder 21. Jahrhundert, verheiratete Marjorie Ross) war eine kanadische Badmintonspielerin. 

## Karriere
Marjorie Delaney gewann 1939 den kanadischen Titel im Dameneinzel. In Québec war sie 1938 und 1940 im Einzel erfolgreich. Dort siegte sie auch 1938, 1940 und 1949 im Damendoppel mit Louise Turcot-Richer.

## Sportliche Erfolge
| Saison | Veranstaltung                 | Disziplin   | Platz | Name                             |
| ------ | ----------------------------- | ----------- | ----- | -------------------------------- |
| 1938   | Québec: Einzelmeisterschaften | Dameneinzel | 1     | Marjorie Delaney                 |
| 1938   | Québec: Einzelmeisterschaften | Damendoppel | 1     | Marjorie Delaney / Louise Turcot |
| 1939   | Kanada: Einzelmeisterschaften | Dameneinzel | 1     | Marjorie Delaney                 |
| 1939   | Kanada: Einzelmeisterschaften | Damendoppel | 2     | Marjorie Delaney / Louise Turcot |
| 1940   | Québec: Einzelmeisterschaften | Dameneinzel | 1     | Marjorie Delaney                 |
| 1940   | Québec: Einzelmeisterschaften | Damendoppel | 1     | Marjorie Delaney / Louise Turcot |
| 1949   | Québec: Einzelmeisterschaften | Damendoppel | 1     | Marjorie Ross / Louise Richer    |

## Referenzen
- badmintonquebec.com (Memento vom 25. April 2012 im Internet Archive)

| Personendaten    | Personendaten                        |
| ---------------- | ------------------------------------ |
| NAME             | Delaney, Marjorie                    |
| ALTERNATIVNAMEN  | Ross, Marjorie                       |
| KURZBESCHREIBUNG | kanadische Badmintonspielerin        |
| GEBURTSDATUM     | um 1915                              |
| STERBEDATUM      | 20. Jahrhundert oder 21. Jahrhundert |